# Kernefamilie
En kernefamilie betegner en familie-enhed, bestående af et ægtepar og deres fælles mindreårige børn, modsat en storfamilie. Kernefamilien er et fællesskab, hvor parterne er afhængige af hinanden. Kernefamilien er i følge nogle anskuelser den grundlæggende sociale enhed, der udgør hele samfundets sociale fundament; et aksiom, hvis ubrydelighed er forudsætningen for sammenhængskraften, og som ofte associeres med klassiske vestlige kønsroller.
Kernefamilien har eksisteret længe. En stenalderfamilie fra enkeltgravskulturen omkring 2600 f.Kr. blev fundet begravet i Eulau ved Naumburg. De havde lidt en voldelig død og var lagt i en fælles grav. Normalt blev en mandlig afdød begravet liggende på sin højre side med ansigtet vendt mod syd, mens en kvindelig afdød blev lagt på sin venstre side, også vendt mod syd. Men der er undtagelser, som denne kernefamilie, hvor et par er begravet med sine to biologiske børn, hvor børnene har ansigtet vendt mod nord, mod en af forældrene, som de holder i hånden.